# Baduspan
Der Begriff Baduspan (auch Bādūspān und Bādūsbān bzw. Fādūsbān) weist in der mittelalterlichen Geographie Irans auf einen Bezirk des Elbursgebirges in der nordiranischen Provinz Mazandaran (einst Tabaristan) am Kaspischen Meer hin.
Der Bezirk bestand aus einer Ansammlung von Dörfern, zu denen südlich anschließend Sari, heutige Hauptstadt der Provinz Mazandaran, entfernt lag. Mangels Städten, gab es auch keine Freitagsmoscheen. Regierungs- und Verwaltungsgeschäfte wurden von Ūram Ḵāst und Manṣūra aus geführt.
Das Wort „Badusian“ ist möglicherweise aus dem Ethnonym Kadusier entstanden.